# Departamento de Habitação e Desenvolvimento Urbano dos Estados Unidos
O Departamento de Habitação e Desenvolvimento Urbano dos Estados Unidos (HUD) é um gabinete vinculado ao poder executivo da administração federal dos Estados Unidos. Apesar de ter iniciado seus trabalhos Agência de Financiamento de Casas e Lares, passou a ser considerado um departamento em 1965, como parte do programa "Grande Sociedade" do presidente Lyndon B. Johnson, para executar políticas de habitação e de urbanização.